# Championnat d'Italie masculin de volley-ball
Le Championnat d'Italie masculin de volley-ball est une compétition de volley-ball disputée en Italie depuis 1946.

## Historique
L'édition 2019-2020, suspendue dans un premier temps le 9 mars, est finalement arrêtée en avril par la Fédération italienne de Volley-ball (FIPAV), en raison de la pandémie de coronavirus. Aucun titre n'est attribué pour la saison. La fédération indique également qu'il n'y aura aucune promotion, ni relégation, à l'issue de cette épreuve spécifique.

## Palmarès
| #  | Année | Vainqueur                                                       | Finaliste                                                       |
| -- | ----- | --------------------------------------------------------------- | --------------------------------------------------------------- |
| 1  | 1946  | Robur Ravenne                                                   | Borsalino Alexandrie                                            |
| 2  | 1947  | Robur Ravenne                                                   | Borsalino Alexandrie                                            |
| 3  | 1948  | Robur Ravenne                                                   | Lega Navale Verceil                                             |
| 4  | 1949  | Robur Ravenne                                                   | Pallavolo Parme                                                 |
| 5  | 1950  | Pallavolo Parme                                                 | Robur Ravenne                                                   |
| 6  | 1951  | Pallavolo Parme                                                 | Robur Ravenne                                                   |
| 7  | 1952  | Robur Ravenne                                                   | Multedo 1930 Gênes                                              |
| 8  | 1953  | Minelli Modène                                                  | Multedo 1930 Gênes                                              |
| 9  | 1954  | Minelli Modène                                                  | Avia Pervia Modène                                              |
| 10 | 1955  | Minelli Modène                                                  | Villa d'Oro Modène                                              |
| 11 | 1956  | Villa d'Oro Modène                                              | Minelli Modène                                                  |
| 12 | 1957  | Avia Pervia Modène                                              | Sestese Volley                                                  |
| 13 | 1958  | Villa d'Oro Modène                                              | Avia Pervia Modène                                              |
| 14 | 1959  | Avia Pervia Modène                                              | Villa d'Oro Modène                                              |
| 15 | 1960  | Avia Pervia Modène                                              | Villa d'Oro Modène                                              |
| 16 | 1961  | Villa d'Oro Modène                                              | Avia Pervia Modène                                              |
| 17 | 1962  | Interauto Modène                                                | Villa d'Oro Modène                                              |
| 18 | 1963  | Avia Pervia Modène                                              | Villa d'Oro Modène                                              |
| 19 | 1964  | Ruini Florence                                                  | Avia Pervia Modène                                              |
| 20 | 1965  | Ruini Florence                                                  | CUS Parme                                                       |
| 21 | 1966  | Virtus Bologne                                                  | Ruini Florence                                                  |
| 22 | 1967  | Virtus Bologne                                                  | Pallavolo Parme                                                 |
| 23 | 1968  | Ruini Florence                                                  | Pallavolo Parme                                                 |
| 24 | 1969  | Pallavolo Parme                                                 | Virtus Bologne                                                  |
| 25 | 1970  | Panini Modène                                                   | Ruini Florence                                                  |
| 26 | 1971  | Ruini Florence                                                  | Panini Modène                                                   |
| 27 | 1972  | Panini Modène                                                   | Ruini Florence                                                  |
| 28 | 1973  | Ruini Florence                                                  | Virtus Bologne                                                  |
| 29 | 1974  | Panini Modène                                                   | Virtus Bologne                                                  |
| 30 | 1975  | Ariccia VC                                                      | CUS Turin                                                       |
| 31 | 1976  | Panini Modène                                                   | Pallavolo Turin                                                 |
| 32 | 1977  | Federlazio Rome                                                 | Pallavolo Catane                                                |
| 33 | 1978  | Pallavolo Catane                                                | Federlazio Rome                                                 |
| 34 | 1979  | Pallavolo Turin                                                 | Panini Modène                                                   |
| 35 | 1980  | Pallavolo Turin                                                 | Pallavolo Catane                                                |
| 36 | 1981  | Pallavolo Turin                                                 | Panini Modène                                                   |
| 37 | 1982  | Pallavolo Parme                                                 | Pallavolo Turin                                                 |
| 38 | 1983  | Pallavolo Parme                                                 | Pallavolo Turin                                                 |
| 39 | 1984  | Pallavolo Turin                                                 | Pallavolo Parme                                                 |
| 40 | 1985  | Zinella Bologne                                                 | Panini Modène                                                   |
| 41 | 1986  | Panini Modène                                                   | Zinella Bologne                                                 |
| 42 | 1987  | Panini Modène                                                   | Pallavolo Parme                                                 |
| 43 | 1988  | Panini Modène                                                   | Pallavolo Parme                                                 |
| 44 | 1989  | Panini Modène                                                   | Pallavolo Parme                                                 |
| 45 | 1990  | Pallavolo Parme                                                 | Panini Modène                                                   |
| 46 | 1991  | Il Messaggero Ravenne                                           | Pallavolo Parme                                                 |
| 47 | 1992  | Pallavolo Parme                                                 | Il Messaggero Ravenne                                           |
| 48 | 1993  | Pallavolo Parme                                                 | Gonzaga Milan                                                   |
| 49 | 1994  | Volley Trévise                                                  | Gonzaga Milan                                                   |
| 50 | 1995  | Daytona Modène                                                  | Volley Trévise                                                  |
| 51 | 1996  | Volley Trévise                                                  | Coni VBC                                                        |
| 52 | 1997  | Daytona Modène                                                  | Volley Trévise                                                  |
| 53 | 1998  | Volley Trévise                                                  | Coni VBC                                                        |
| 54 | 1999  | Volley Trévise                                                  | Daytona Modène                                                  |
| 55 | 2000  | Rome Volley                                                     | Daytona Modène                                                  |
| 56 | 2001  | Volley Trévise                                                  | Gonzaga Milan                                                   |
| 57 | 2002  | Unibon Modène                                                   | Volley Trévise                                                  |
| 58 | 2003  | Volley Trévise                                                  | Daytona Modène                                                  |
| 59 | 2004  | Volley Trévise                                                  | Pallavolo Plaisance                                             |
| 60 | 2005  | Volley Trévise                                                  | Pérouse Volley                                                  |
| 61 | 2006  | Lube Macerata                                                   | Volley Trévise                                                  |
| 62 | 2007  | Volley Trévise                                                  | Pallavolo Plaisance                                             |
| 63 | 2008  | Trentino Volley                                                 | Pallavolo Plaisance                                             |
| 64 | 2009  | Pallavolo Plaisance                                             | Trentino Volley                                                 |
| 65 | 2010  | Coni VBC                                                        | Trentino Volley                                                 |
| 66 | 2011  | Trentino Volley                                                 | Piemonte Volley                                                 |
| 67 | 2012  | Lube Macerata                                                   | Trentino Volley                                                 |
| 68 | 2013  | Trentino Volley                                                 | Pallavolo Plaisance                                             |
| 69 | 2014  | Lube Macerata                                                   | Sir Safety Pérouse                                              |
| 70 | 2015  | Trentino Volley                                                 | Pallavolo Modène                                                |
| 71 | 2016  | Modène Volley                                                   | Sir Safety Pérouse                                              |
| 72 | 2017  | Lube Civitanova Marche                                          | Trentino Volley                                                 |
| 73 | 2018  | Sir Safety Pérouse                                              | Lube Civitanova Marche                                          |
| 74 | 2019  | Lube Civitanova Marche                                          | Sir Safety Pérouse                                              |
| –  | 2020  | Championnat officiellement arrêté le 09/04 (Covid-19 en Italie) | Championnat officiellement arrêté le 09/04 (Covid-19 en Italie) |
| 75 | 2021  | Lube Civitanova Marche                                          | Sir Safety Pérouse                                              |
| 76 | 2022  | Lube Civitanova Marche                                          | Sir Safety Pérouse                                              |
| 77 | 2023  | Trentino Volley                                                 | Lube Civitanova Marche                                          |
| 78 | 2024  | Sir Safety Pérouse                                              | Volley Milan                                                    |

## Bilan par clubs
| Clubs                                      | Nb. de titres | Années                                                                |
| ------------------------------------------ | ------------- | --------------------------------------------------------------------- |
| Panini Modène/Daytona Modène/Modène Volley | 12            | 1970, 1972, 1974, 1976, 1986, 1987, 1988, 1989, 1995, 1997 2002, 2016 |
| Volley Trévise                             | 9             | 1994, 1996, 1998, 1999, 2001, 2003, 2004, 2005, 2007                  |
| Pallavolo Parme                            | 8             | 1950, 1951, 1969, 1982, 1983, 1990, 1992, 1993                        |
| AS Volley Lube                             | 7             | 2006, 2012, 2014, 2017, 2019, 2021, 2022                              |
| Robur Ravenne                              | 5             | 1946, 1947, 1948, 1949, 1952                                          |
| Avia Pervia Modène                         | 5             | 1957, 1959, 1960, 1962, 1963                                          |
| Ruini Florence                             | 5             | 1964, 1965, 1968, 1971, 1973                                          |
| Trentino Volley                            | 5             | 2008, 2011, 2013, 2015, 2023                                          |
| Pallavolo Turin                            | 4             | 1979, 1980, 1981, 1984                                                |
| Minelli Modène                             | 3             | 1953, 1954, 1955                                                      |
| Villa d'Oro Modène                         | 3             | 1956, 1958, 1961                                                      |
| Virtus Bologne                             | 2             | 1966, 1967                                                            |
| Ariccia Volley Club                        | 2             | 1975, 1977                                                            |
| Sir Safety Pérouse                         | 2             | 2018, 2024                                                            |
| Pallavolo Catane                           | 1             | 1978                                                                  |
| Zinella Bologne                            | 1             | 1985                                                                  |
| Porto Ravenne Volley                       | 1             | 1991                                                                  |
| Rome Volley                                | 1             | 2000                                                                  |
| Pallavolo Plaisance                        | 1             | 2009                                                                  |
| Coni VBC/Piemonte Volley                   | 1             | 2010                                                                  |